# Gavar jezik
Gavar jezik (gauar, gawar, gouwar, kortchi, ma-gavar, rtchi; ISO 639-3: gou), čadski jezik skupine biu mandara kojim govori oko 7 000 ljusdi (2001 SIL) u kamerunskoj provinciji Far North.
S još pet jezika čini podskupinu A7 ili daba jezike. Leksički mu je najsličniji buwal [bhs] (90%).

## Vanjske poveznice
- Ethnologue (14th)
- Ethnologue (15th)